# Bing Sings Whilst Bregman Swings
Bing Sings Whilst Bregman Swings – album studyjny piosenkarza Binga Crosby’ego wydany w 1956 roku przez wytwórnię Verve Records.

## Lista utworów
| Tytuł             | Długość |
| ----------------- | ------- |
| The Song Is You   | 3:55    |
| Mountain Greenery | 3:38    |
| Cheek to Cheek    | 4:02    |
| ’Deed I Do        | 2:51    |
| Heat Wave         | 3:01    |
| Blue Room         | 2:23    |

| Tytuł                       | Długość |
| --------------------------- | ------- |
| Have You Met Miss Jones?    | 2:30    |
| I’ve Got Five Dollars       | 3:15    |
| They All Laughed            | 2:42    |
| Nice Work If You Can Get It | 2:36    |
| September in the Rain       | 2:58    |
| Jeepers Creepers            | 2:33    |

## Twórcy
- Bing Crosby (wokal);
- Buddy Bregman (aranżer, producent);
- Conrad Gozzo, Pete Candoli, Harry Edison, Maynard Ferguson (trąbki);
- Francis Howard, George Ulyate, Milt Bernhardt, George Roberts (puzony);
- Bud Shank, Maurice Stein, Ted Nash, Bob Cooper, Chuck Gentry (saksofony);
- Paul Smith (fortepian);
- Barney Kessel (gitara);
- Joe Mondragon (gitara basowa);
- Alvin Stoller (perkusja).